# Kaninhalvön

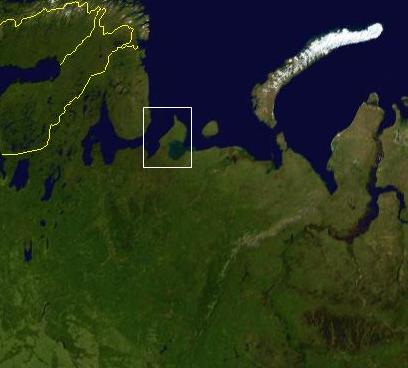
Kaninhalvöns läge i nordvästra Ryssland.

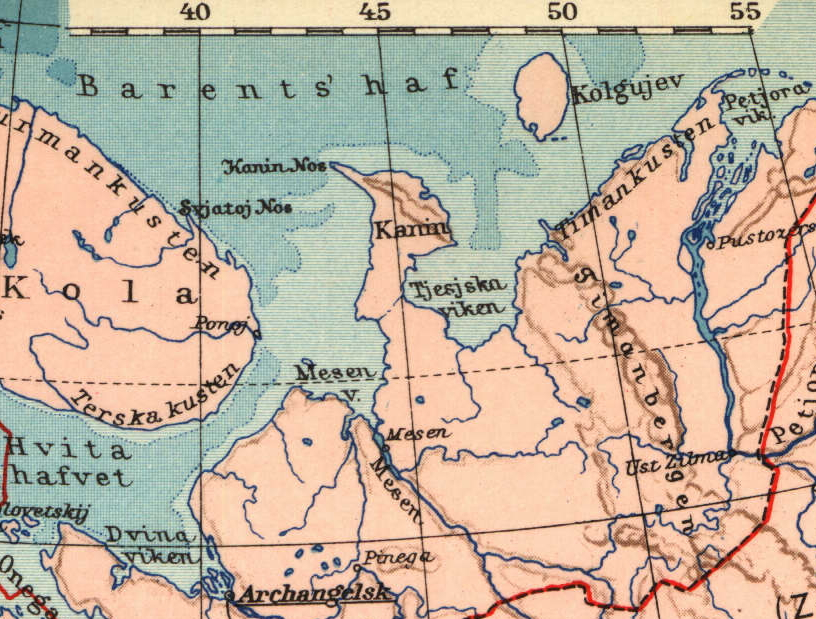
Kaninhalvön med omgivningar, på karta från 1926.

Kaninhalvön (ryska: Poluostrov Kanin eller Kanin, kyrilliska Полуо́стров Ка́нин) är en 10 500 km² stor och 200 km lång halvö i den nordliga delen av europeiska Ryssland. Den skiljer Vita havet i väster från Tjesjkaviken, en del av Barents hav, i öster.
Halvön är administrativt del av Archangelsk oblast. Den består till största delen av en låglänt och sank tundra med glaciala och maritima avlagringar. Otaliga moränkullar reser sig dock till 70–80 meters höjd. Längst i nordväst sticker Kap Kanin ut i Barents hav, och längs kusten i nordöst sträcker sig Kaninhöjderna (Kanin Kamen).
På halvön finns en mångfald sjöar och bäckar. Vegetationen är torftig med fåtaliga träd. Befolkningen består till stor del av renskötande nenetser.
Årsmedeltemperaturen på halvön är cirka –0,8 °C. Kallaste månaden februari har en medeltemperatur på –9,5 °C, medan juli och augusti båda har en genomsnittlig temperatur på cirka 8,6 °C. Den nordliga breddgraden till trots är vintertemperaturen inte lika låg som exempelvis Jekaterinburg längre söderut; läget vid Barents hav och Golfströmmens förlängning bidrar till en jämnare temperatur.